# Eilat
Eilat (tiếng Hebrew: אֵילַת [eˈlat] ⓘ) là một thành phố ở Quận Nam của Israel với dân số 51.935. Thành phố sở hữu một bến cảng và khu nghỉ mát tấp nập người qua lại ở rìa bắc Biển Đỏ, ven vịnh Eilat (vịnh Aqaba). Thành phố được coi là trung tâm du lịch cho các khách du lịch trong nước và quốc tế.
Eilat nằm tại phía nam hoang mạc Negev, cực nam Arava, giáp làng Taba của Ai Cập về phía nam, giáp thành phố cảng Aqaba của Jordan về phía đông, và ngăn cách với thành phố Haql của Ả Rập Xê Út bởi vịnh Aqaba.
Khí hậu hoang mạc nóng và độ ẩm thấp của Eilat được điều hòa nhờ vùng biển ấm. Nhiệt độ thường vượt quá 40 °C (104 °F) vào mùa hè, và 21 °C (70 °F) vào mùa đông, trong khi nhiệt độ nước ở trong khoảng 20 và 26 °C (68 và 79 °F). Eilat có trung bình 360 ngày nắng một năm.

## Địa lý

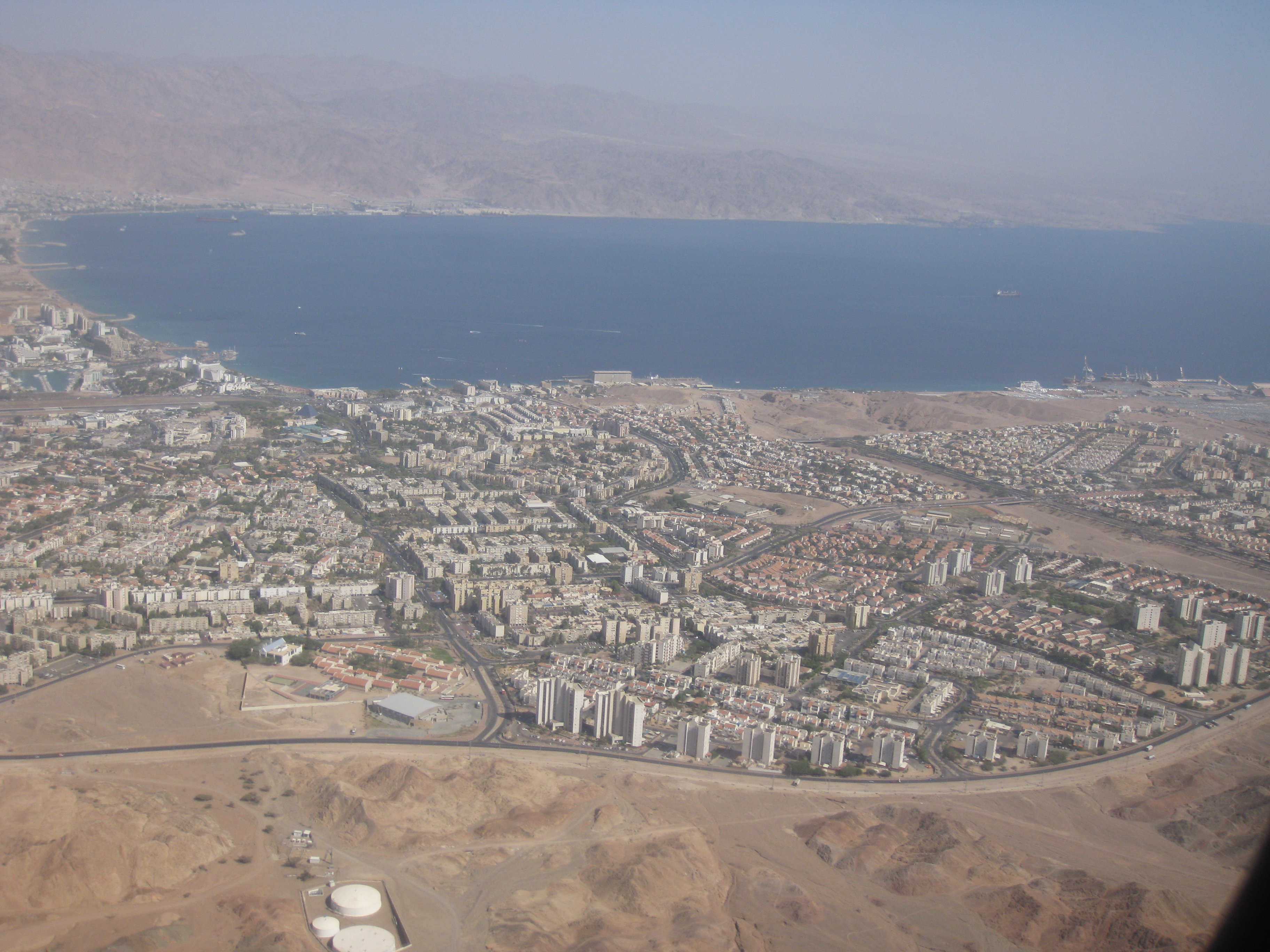
Eilat nhìn từ trên không

Địa chất và địa mạo khá đa dạng: đá magma và đá biến chất, sa thạch và đá vôi; núi cao lên tới 892 mét (2.927 ft) trên mực nước biển; các thung lũng rộng như Arava, và bờ biển ven vịnh Aqaba. Với lượng mưa trung bình năm là 28 milimét (1,1 in) và nhiệt độ mùa hè là trên 40 °C (104 °F), tài nguyên nước và cây cối gần như không tồn tại.

## Lịch sử

### Cổ đại
Khu định cư cổ đại có thể ở khu vực phía bắc của vịnh Eilat. Các phát hiện khảo cổ hé lộ các lăng mộ tiền sử có niên đại từ thiên niên kỷ 7 TCN tại rìa phía tây Eilat, trong khi các hoạt động khai thác, tạo tác đồng và khai thác mỏ Thung lũng Timna là một trong những hoạt động cổ nhất trên Trái Đất.
Các ghi chép thời Ai Cập cổ đại cũng lưu lại các thông tin về các hoạt động khai khác mỏ và buôn bán trên khắp biển Đỏ với Ai Cập bắt đầu từ thời Vương triều thứ Tư. Eilat được coi là đối tác giao thương lớn với Elim, cảng trên biển Đỏ của Thebes, từ Vương triều thứ Mười Hai. Hàng hóa giao thương giữa Elim và Eilat có thể kể tới nhũ hương và một dược, lấy từ Ethiopia và xứ Punt; nhựa đường và natron, từ Biển Chết; vải lanh, từ Byblos; bùa bằng đồng, từ Timna; tất cả đều được ghi chép trong Periplus Maris Erythraei. Vào thời cổ đại Eilat giáp với các quốc gia Edom, Midian và lãnh thổ của bộ lạc Rephidim, người bản địa ở Bán đảo Sinai.
Eilat lần đầu được đề cập ở Kinh Thánh Hebrew trong Sách Xuất Hành. Sáu trạm đầu tiên của Xuất Hành là ở Ai Cập. Trạm thứ 7 là vượt qua Biển Đỏ và trạm thứ 9 tới 13 là ở xung quanh khu vực Eilat. Trạm thứ 12 nói tới các khu trại ở xung quanh Timna tại Israel ngày nay gần Eilat. Khi David chinh phục Edom, quốc gia khi đó có chung biên giới với Midian, ông chiếm Eilat, thành phố có chung biên giới cả hai quốc gia Edom và Midian. Thành phố thương cảng và trung tâm chế tác đồng được duy trì bởi người cho tới khi được xây dựng lại bởi Solomon tại một khu vực được gọi là Ezion-Geber (Các Vua I 9:26). Trong Các Vua 2 14:21–22, nhiều thập kỷ sau, "Tất cả người dân của Vương quốc Judah đưa Uzziah, mười sáu tuổi, lên ngôi vua trong phòng của cha anh Amaziah. Uzziah xây dựng lại Elath, và trả lại nó cho Judah, sau khi cha anh mất." Sau đó, trong Các Vua 2 16:6, dưới thời Vua Ahaz: "Vào thời đó vua Edom lấy lại Elath cho Edom, và xua đuổi người Judah và mang người Edom tới đây ở."
Đây là một thương cảng tấp nập của Judea từ thế kỷ 9 tới thế kỷ 7 TCN.
Dưới thời La Mã, một tuyến đường được xây dựng để nối khu vực này với thành phố Petra của người Nabatea (Jordan ngày nay).
Một cộng đồng luyện và buôn bán đồ đồng của người Hồi giáo với khoảng 250 tới 400 cư dân phát triển thịnh vượng dưới thời Nhà Omeyyad (700-900 CN); các tàn tích được khai quật năm 1989 tại phía bắc Eilat.

### Hiện đại

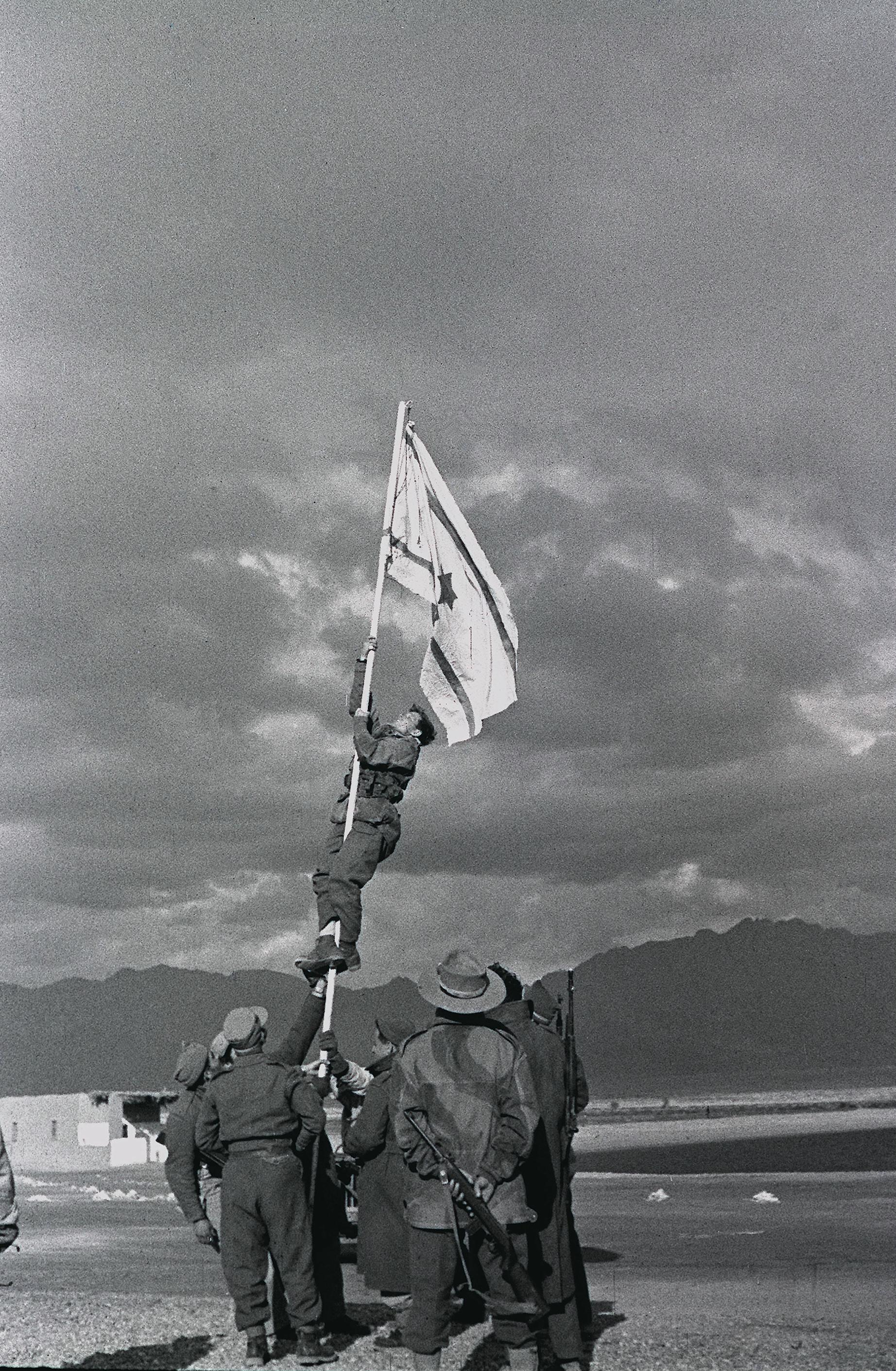
Lính Israel cắm lá cờ mực, sau khi chiếm được khu vực thuộc Eilat ngày nay trong Chiến dịch Uvda

Khu vực này được phân cho nhà nước Do Thái theo kế hoạch phân chia của Liên Hợp Quốc năm 1947. Sở cảnh sát Anh bỏ hoang Umm Al-Rashrash được quân Israel đoạt được trong vào ngày 10 tháng 3 năm 1949, thuộc Chiến dịch Uvda. Nơi này chính thức được trao cho Israel với Hiệp định đình chiến 1949.
Việc xây dựng thành phố bắt đầu ngay sau đó. Mỏ đồng Timna gần thung lũng Timna được mở cửa lại, Cảng Eilat và Sân bay Eilat được xây dựng, đường ống dẫn dầu Eilat Ashkelon được triển khai, du lịch được chào đón. Bến cảng trở nên cực kỳ quan trọng đối với sự phát triển của quốc gia non trẻ. Vào đầu thập niên 1950, Eilat là một thị trấn nhỏ xa xôi, cư dân hầu hết là công nhân cảng, binh sĩ và cựu tù nhân. Một nỗ lực của chính phủ Israel nhằm dồn dân cư về Eilat bắt đầu vào năm 1955 khi các gia đình người Do Thái nhập cư từ Maroc tái định cư ở đây. Eilat bắt đầu phát triển nhanh chóng sau Khủng hoảng Kênh đào Suez năm 1956, đặc biệt là ngành công nghiệp du lịch.
Sau Chiến tranh Ả Rập-Israel 1948, các nước Ả Rập duy trì thái độ thù địch với Israel khi phong tỏa mọi ngả đường trên bộ; khả năng kết nối và giao lưu buôn bán duy nhất của Israel với thế giới là bằng đường bộ và đường biển. Thêm vào đó, Ai Cập từ chối mọi hoạt động giao thông qua Kênh đào Suez của các tàu Israel hoặc bất cứ tàu thuyền nào đến hoặc xuất phát từ các cảng của Israel. Điều này khiến Eilat trở nên hết sức quan trọng với thông tin liên lạc, thương mại và buôn bán của Israel với châu Phi và châu Á, cũng như việc nhập khẩu dầu mỏ. Nếu không có cảng tại biển Đỏ, Israel sẽ không thể phát triển quan hệ ngoại giao, văn hóa và thương mại bên ngoài Địa Trung Hải và châu Âu. Vào năm 1967, Ai Cập đóng cửa eo biển Tiran đối với các tàu của Israel qua đó hoàn toàn phong tỏa cảng Eilat.

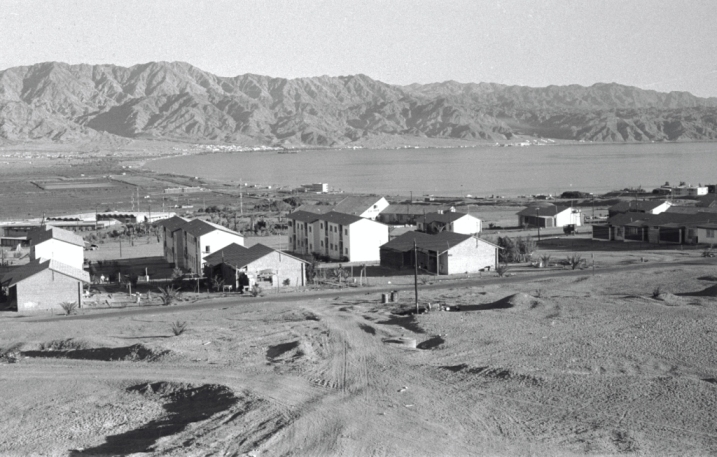
Eilat năm 1963

Năm 1956, Israel liên quân với Anh Quốc và Pháp trong chiến tranh chống Ai Cập sau Khủng hoảng Kênh đào Suez, trong khi vào năm 1967, 90% dầu mỏ của Israeli được chuyển qua eo Tiran. Các tàu chở dầu dự kiến đi qua eo biển đều bị trì hoãn. Việc đóng cửa eo biển này được Israel coi là cái cớ dẫn tới Chiến tranh Sáu Ngày. Sau khi các hiệp ước hòa bình được ký với Ai Cập năm 1979 và Jordan năm 1994, biên giới của Eilat với các nước láng giềng cuối cùng cũng được mở.

#### Xung đột Israel-Ả Rập
Eilat được bảo vệ bởi các lực lượng đặc nhiệm Lotar Eilat. Đây là đơn vị đặc nhiệm dự bị của Lực lượng Phòng vệ Israel được huấn luyện để chống khủng bố và giải cứu con tin ở khu vực Eilat. Đơn vị này đã tham gia vào nhiều nhiệm vụ chống khủng bố ở khu vực này kể từ khi thành lập năm 1974.
Vào năm 2007 vụ đánh bom tiệm bánh Eilat giết chết ba dân thường. Đây là cuộc tấn công đầu tiên vào khu vực trung tâm Eilat, sau nhiều vụ tấn công trước đó ở các khu vực lân cận.
Vào năm 2011, các lực lượng khủng bố thâm nhập vào Israel thông qua biên giới ở Bán đảo Sinai để thực hiện nhiều cuộc tấn công trên Xa lộ 12, trong đó có một cuộc tấn công nhắm vào một xe buýt dân sự và một xe con tư nhân ở phía bắc Eilat.
Để ngăn chặn khủng bố từ Sinai, Israel đã cho xây hàng rào biên giới Israel-Ai Cập bằng thép trang bị camera, radar và cảm biến chuyển động, dọc theo biên giới phía nam của nước này. Hàng rào hoàn thành vào năm 2013.

## Khí hậu
Eilat có khí hậu hoang mạc nóng (Phân loại khí hậu Köppen: BWh) với mùa hè khô nóng và mùa đông ấm áp và ít mưa. Mùa đông nhiệt độ trong khoảng 11–23 °C (52–73 °F), còn mùa hè là 26–40 °C (79–104 °F).
| Dữ liệu khí hậu của Eilat (Nhiệt độ: 1987–2010, Lượng mưa: 1980–2010) | Dữ liệu khí hậu của Eilat (Nhiệt độ: 1987–2010, Lượng mưa: 1980–2010) | Dữ liệu khí hậu của Eilat (Nhiệt độ: 1987–2010, Lượng mưa: 1980–2010) | Dữ liệu khí hậu của Eilat (Nhiệt độ: 1987–2010, Lượng mưa: 1980–2010) | Dữ liệu khí hậu của Eilat (Nhiệt độ: 1987–2010, Lượng mưa: 1980–2010) | Dữ liệu khí hậu của Eilat (Nhiệt độ: 1987–2010, Lượng mưa: 1980–2010) | Dữ liệu khí hậu của Eilat (Nhiệt độ: 1987–2010, Lượng mưa: 1980–2010) | Dữ liệu khí hậu của Eilat (Nhiệt độ: 1987–2010, Lượng mưa: 1980–2010) | Dữ liệu khí hậu của Eilat (Nhiệt độ: 1987–2010, Lượng mưa: 1980–2010) | Dữ liệu khí hậu của Eilat (Nhiệt độ: 1987–2010, Lượng mưa: 1980–2010) | Dữ liệu khí hậu của Eilat (Nhiệt độ: 1987–2010, Lượng mưa: 1980–2010) | Dữ liệu khí hậu của Eilat (Nhiệt độ: 1987–2010, Lượng mưa: 1980–2010) | Dữ liệu khí hậu của Eilat (Nhiệt độ: 1987–2010, Lượng mưa: 1980–2010) | Dữ liệu khí hậu của Eilat (Nhiệt độ: 1987–2010, Lượng mưa: 1980–2010) |
| Tháng                                                                 | 1                                                                     | 2                                                                     | 3                                                                     | 4                                                                     | 5                                                                     | 6                                                                     | 7                                                                     | 8                                                                     | 9                                                                     | 10                                                                    | 11                                                                    | 12                                                                    | Năm                                                                   |
| --------------------------------------------------------------------- | --------------------------------------------------------------------- | --------------------------------------------------------------------- | --------------------------------------------------------------------- | --------------------------------------------------------------------- | --------------------------------------------------------------------- | --------------------------------------------------------------------- | --------------------------------------------------------------------- | --------------------------------------------------------------------- | --------------------------------------------------------------------- | --------------------------------------------------------------------- | --------------------------------------------------------------------- | --------------------------------------------------------------------- | --------------------------------------------------------------------- |
| Cao kỉ lục °C (°F)                                                    | 32.2 (90.0)                                                           | 35.8 (96.4)                                                           | 38.7 (101.7)                                                          | 43.4 (110.1)                                                          | 45.2 (113.4)                                                          | 47.4 (117.3)                                                          | 48.3 (118.9)                                                          | 48.0 (118.4)                                                          | 45.0 (113.0)                                                          | 44.3 (111.7)                                                          | 38.1 (100.6)                                                          | 33.6 (92.5)                                                           | 48.3 (118.9)                                                          |
| Trung bình tối đa °C (°F)                                             | 26.3 (79.3)                                                           | 29.3 (84.7)                                                           | 32.8 (91.0)                                                           | 38.2 (100.8)                                                          | 42.1 (107.8)                                                          | 43.6 (110.5)                                                          | 44.1 (111.4)                                                          | 43.2 (109.8)                                                          | 41.9 (107.4)                                                          | 39.7 (103.5)                                                          | 33.4 (92.1)                                                           | 28.0 (82.4)                                                           | 44.1 (111.4)                                                          |
| Trung bình ngày tối đa °C (°F)                                        | 21.3 (70.3)                                                           | 23.0 (73.4)                                                           | 26.1 (79.0)                                                           | 31.0 (87.8)                                                           | 35.7 (96.3)                                                           | 38.9 (102.0)                                                          | 40.4 (104.7)                                                          | 40.0 (104.0)                                                          | 37.3 (99.1)                                                           | 33.1 (91.6)                                                           | 27.7 (81.9)                                                           | 23.0 (73.4)                                                           | 31.5 (88.6)                                                           |
| Trung bình ngày °C (°F)                                               | 15.8 (60.4)                                                           | 17.4 (63.3)                                                           | 20.5 (68.9)                                                           | 24.7 (76.5)                                                           | 29.1 (84.4)                                                           | 32.0 (89.6)                                                           | 33.8 (92.8)                                                           | 33.7 (92.7)                                                           | 31.3 (88.3)                                                           | 27.4 (81.3)                                                           | 22.0 (71.6)                                                           | 17.1 (62.8)                                                           | 25.4 (77.7)                                                           |
| Tối thiểu trung bình ngày °C (°F)                                     | 10.4 (50.7)                                                           | 11.8 (53.2)                                                           | 14.6 (58.3)                                                           | 18.4 (65.1)                                                           | 22.5 (72.5)                                                           | 25.2 (77.4)                                                           | 27.3 (81.1)                                                           | 27.4 (81.3)                                                           | 25.2 (77.4)                                                           | 21.8 (71.2)                                                           | 16.3 (61.3)                                                           | 11.9 (53.4)                                                           | 19.4 (66.9)                                                           |
| Trung bình tối thiểu °C (°F)                                          | 5.9 (42.6)                                                            | 7.4 (45.3)                                                            | 10.1 (50.2)                                                           | 13.4 (56.1)                                                           | 17.7 (63.9)                                                           | 21.5 (70.7)                                                           | 24.8 (76.6)                                                           | 24.8 (76.6)                                                           | 22.0 (71.6)                                                           | 17.4 (63.3)                                                           | 11.5 (52.7)                                                           | 7.5 (45.5)                                                            | 5.9 (42.6)                                                            |
| Thấp kỉ lục °C (°F)                                                   | 1.2 (34.2)                                                            | 0.9 (33.6)                                                            | 3.0 (37.4)                                                            | 8.4 (47.1)                                                            | 12.1 (53.8)                                                           | 18.5 (65.3)                                                           | 20.0 (68.0)                                                           | 19.4 (66.9)                                                           | 18.6 (65.5)                                                           | 9.2 (48.6)                                                            | 5.3 (41.5)                                                            | 2.5 (36.5)                                                            | 0.9 (33.6)                                                            |
| Lượng mưa trung bình mm (inches)                                      | 4 (0.2)                                                               | 3 (0.1)                                                               | 3 (0.1)                                                               | 2 (0.1)                                                               | 1 (0.0)                                                               | 0 (0)                                                                 | 0 (0)                                                                 | 0 (0)                                                                 | 0 (0)                                                                 | 4 (0.2)                                                               | 2 (0.1)                                                               | 5 (0.2)                                                               | 24 (1)                                                                |
| Số ngày mưa trung bình (≥ 0.1 mm)                                     | 2.1                                                                   | 1.8                                                                   | 1.6                                                                   | 0.9                                                                   | 0.7                                                                   | 0                                                                     | 0                                                                     | 0                                                                     | 0                                                                     | 0.7                                                                   | 0.8                                                                   | 1.9                                                                   | 10.5                                                                  |
| Độ ẩm tương đối trung bình (%)                                        | 32                                                                    | 28                                                                    | 25                                                                    | 19                                                                    | 16                                                                    | 15                                                                    | 17                                                                    | 18                                                                    | 23                                                                    | 27                                                                    | 29                                                                    | 33                                                                    | 24                                                                    |
| Số giờ nắng trung bình tháng                                          | 229.4                                                                 | 237.3                                                                 | 251.1                                                                 | 273                                                                   | 319.3                                                                 | 324                                                                   | 347.2                                                                 | 347.2                                                                 | 291                                                                   | 282.1                                                                 | 246                                                                   | 217                                                                   | 3.364,6                                                               |
| Nguồn: Cục Khí tượng Israel                                           |                                                                       |                                                                       |                                                                       |                                                                       |                                                                       |                                                                       |                                                                       |                                                                       |                                                                       |                                                                       |                                                                       |                                                                       |                                                                       |

| T1            | T2            | T3            | T4            | T5            | T6            | T7            | T8            | T9            | T10           | T11           | T12           |
| ------------- | ------------- | ------------- | ------------- | ------------- | ------------- | ------------- | ------------- | ------------- | ------------- | ------------- | ------------- |
| 22 °C (72 °F) | 21 °C (70 °F) | 21 °C (70 °F) | 23 °C (73 °F) | 25 °C (77 °F) | 26 °C (79 °F) | 28 °C (82 °F) | 28 °C (82 °F) | 28 °C (82 °F) | 27 °C (81 °F) | 25 °C (77 °F) | 23 °C (73 °F) |

## Nhân khẩu
Đa phần dân cư Eilat là người Do Thái. Người Ả Rập chiếm 4% dân số. Dân cư của Eilat bao gồm một lượng lớn công nhân nước ngoài, với khoảng 10.000 người làm trong các ngành chăm sóc xã hội, nhân viên khách sạn và công nghiệp xây dựng. Eilat cũng có một lượng người Ả Rập Israel đang gia tăng, cũng như nhiều người Jordan và Ai Cập giàu có tới du lịch ở Eilat vào các tháng mùa hè.
Vào năm 2007, trên 200 người Sudan tị nạn từ Ai Cập tới Israel một cách bất hợp pháp bằng đường bộ được cung cấp việc làm và chỗ ở tại Eilat.

## Giáo dục
Hệ thống giáo dục của Eilat bao gồm tám trung tâm giáo dục cả ngày, 67 trường mẫu giáo, 10 trường tiểu học, và 3 trường trung học. Ngoài ra còn có một số trung tâm giáo dục đặc biệt và trường tôn giáo.
Đại học Ben Gurion tại Negev có một phân hiệu ở Eilat với 1.100 sinh viên, khoảng 75 phần trăm tới từ bên ngoài thành phố. Vào năm 2010, một ký túc xá mới được gây quỹ và xây dựng bởi Liên đoàn Người Do Thái Toronto, Quỹ Rashi, Đại học Ben-Gurion tại Negev và chính quyền thành phố Eilat. Trường học Ngoài trời của SPNI ở ngoại ô Eilat có nhiều chuyến tham quan dã ngoại tập trung vào sinh thái học hoang mạc, Biển Đỏ, chim di cư và các khía cạnh khác của hệ động thực vật Eilat.

## Giao thông

### Hàng không
Kể từ năm 2019, Sân bay Quốc tế Ramon bắt đầu tiếp quản các chuyến bay nội địa và quốc tế tới Eilat (IATA: ETM, ICAO: LLER).

#### Sân bay cũ
- Sân bay Eilat nằm ở trung tâm thành phố được sử dụng cho các chuyến bay nội địa.[38] (IATA: ETH, ICAO: LLET)
- Các chuyến bay quốc tế thường sử dụng Sân bay quốc tế Ovda cách thành phố 50 kilômét (31 mi) về phía tây bắc.[39] (IATA: VDA, ICAO: LLOV)

### Đường bộ
Eilat có hai con đường lớn nối nơi đây với trung tâm Israel - Đường 12, dẫn tới vùng Tây Bắc, và Đường 90 dẫn tới Đông Bắc và Tây Nam tới biên giới Ai Cập. Egged, công ty xe buýt quốc gia, cung cấp các dịch vụ hàng ngày tới các bến đỗ ở phía bắc.

### Cửa khẩu với Ai Cập và Jordan
- Cửa khẩu Taba cho phép đi lại với Taba, Ai Cập.
- Cửa khẩu Wadi Araba, hay cửa khẩu Yitzhak Rabin ở phía Israel, cho phép đi lại với Aqaba, Jordan.

### Hàng hải
Cảng Eilat và Eilat Marina cho phép đi lại bằng đường biển.

## Nhân vật nổi tiếng

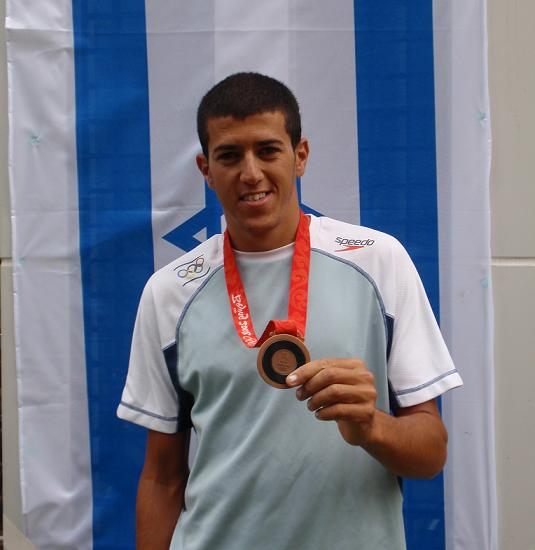
Shahar Tzuberi

- Shawn Dawson (sinh 1993), cầu thủ bóng rổ
- Gadi Eizenkot (sinh 1960, lớn lên ở Eilat), Tổng tham mưu trưởng Lực lượng Quốc phòng Israel
- Eden Harel (sinh ở Eilat, 1976), diễn viên
- Amit Ivry (sinh ở Eilat, 1989), vận động viên bơi
- Keren Karolina Avratz (sinh 1971, lớn lên ở Eilat), ca sĩ, nhạc sĩ
- Shaul Mofaz (sinh 1948, lớn lên ở Eilat), cựu Bộ trưởng Quốc phòng, cựu Tổng tham mưu trưởng Lực lượng Quốc phòng Israel
- Ziki Shaked (sinh 1955), thuyền trưởng Israel đầu tiên đi vòng quanh thế giới, từ Eilat tới Eilat
- Shahar Tzuberi (sinh ở Eilat, 1986), vận động viên lướt ván buồm
- Raviv Ullman (sinh ở Eilat, 1986), diễn viên, nhạc sĩ người Mỹ gốc Israel
- Ghil'ad Zuckermann (sinh 1971, lớn lên ở Eilat), nhà ngôn ngữ học

## Thành phố kết nghĩa
- Acapulco de Juárez, México[40]
- Antibes, Pháp[41][42]
- Arica, Chile[41][43]
- Benidorm, Tây Ban Nha[44]
- Durban, Nam Phi[41][45]
- Juan-les-Pins, Pháp[42]
- Kamen, Đức[46]
- Kampen, Hà Lan[41]
- Karlovy Vary, Cộng hòa Séc
- Los Angeles, Hoa Kỳ[41][47]
- Natal, Brasil
- Ngân Xuyên, Trung Quốc
- Piešťany, Slovakia[48]
- Serres, Hy Lạp
- Smolyan, Bulgaria[41][49]
- Sopron, Hungary[50]
- Toronto, Canada[42]
- Ushuaia, Argentina[42]
- Yalta, Ukraina

Eilat có đường phố mang tên Antibes, Durban, Kamen, Kampen và Los Angeles cũng như Công viên Canada.